# خانه کاغذی: کره – منطقه اقتصادی مشترک
خانه کاغذی: کره – منطقه اقتصادی مشترک (کره‌ای: 종이의 집: 공동경제구역؛ انگلیسی: Money Heist: Korea – Joint Economic Area) یک مجموعهٔ تلویزیونی کره جنوبی بر پایهٔ سریال اسپانیایی با همین نام است. این مجموعه به کارگردانی کیم هونگ-سون و نویسندگی ریو یونگ-جه، یک مجموعهٔ اصلی نتفلیکس است و یو جی-ته، پارک هه-سو، جون جونگ-سو، لی وون-جونگ و پارک میونگ-هون در آن به ایفای نقش پرداختند. این مجموعه وضعیت یک بحران گروگان‌گیری را در شبه‌جزیرهٔ کره به تصویر می‌کشد که شامل یک استراتژیست نابغه و افرادی با شخصیت‌ها و توانایی‌های متفاوت است. این مجموعه در ۲۴ ژوئن ۲۰۲۲ از نتفلیکس پخش شد.

## بازیگران
| نام         | نقش     |
| ----------- | ------- |
| یو جی-ته    | پروفسور |
| پارک هه-سو  | برلین   |
| جون جونگ-سو | توکیو   |
| لی وون-جونگ | مسکو    |
| کیم جی-هون  | دنور    |
| جانگ یون-جو | نایروبی |
| لی هیون-وو  | ریو     |
| کیم جی-هون  | هلسینکی |
| لی کیو-هو   | اسلو    |